# Pogesani

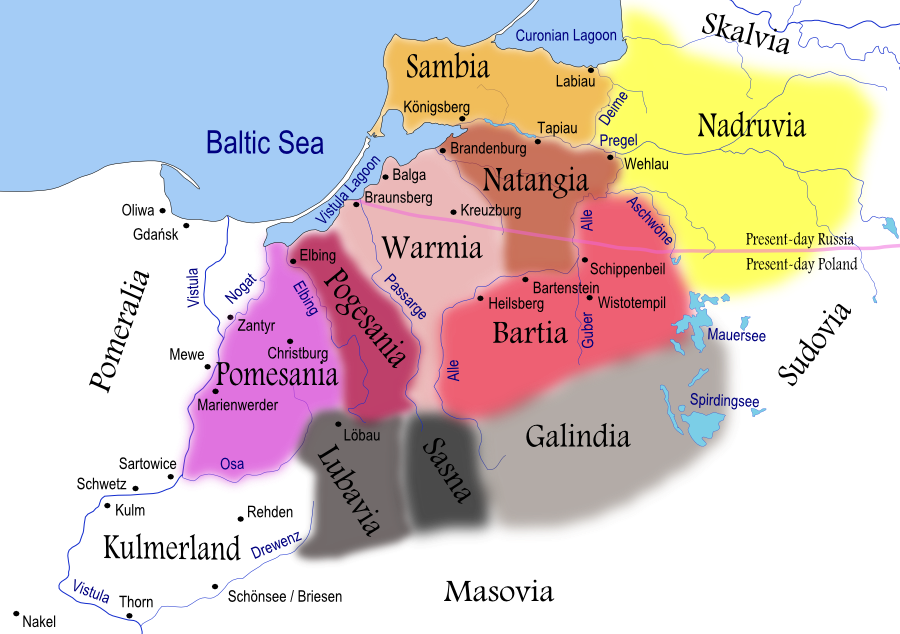
La Pogesania e le terre degli altri clan prussiani durante il XIII secolo

I pogesani erano uno degli undici clan prussiani menzionati da Peter von Dusburg. Il clan viveva in Pogesania (lituano: Pagudė; tedesco: Pogesanien; latino: Pogesania; polacco: Pogezania), un piccolo territorio che si estendeva tra i fiumi Elbląg e Pasłęka. Ora questo territorio si trova nel Voivodato della Varmia-Masuria, nel nord della Polonia. I pogesani, come il resto dei prussiani, furono conquistati dai cavalieri teutonici e furono germanizzati o polonizzati. La vecchia lingua prussiana si estinse nel XVII secolo.

## Etimologia
Secondo Georg Gerullis, il nome del clan deriva dalla parola prussiana Pagudian: pa, che significa vicino, e gudde, che significa cespuglio. Il nome latino deriva dal nome polacco pogedzańe. Nella mitologia prussiana, ciascuna delle dieci terre originali della Prussia prende il nome da uno dei figli del re Widewuto; ma solo alcuni dei nomi dei figli sono effettivamente dati. Così, i tedeschi crearono un'etimologia popolare per la terra (in tedesco comunemente chiamata Hockerland o Hoggerland) ricondotta a un re Hoggo. Si diceva che Pogesania risalisse a sua figlia, Pogesana. L'altra figlia, Cadina, diede il nome alla città di Cadinen (ora Kadyny).

## Storia
Nel 1237 l'Ordine Teutonico, che aveva ricevuto l'ordine papale e imperiale di conquistare e cristianizzare i prussiani "ancora pagani", invase la regione via mare. Elbing (ora Elbląg) presso il fiume Elbląg era già stata fondata da commercianti anseatici di Lubecca. L'arrivo dell'Ordine Teutonico segnò l'inizio della crociata per i pogesani, poiché i Cavalieri cercarono di adempiere alla missione di convertire i prussiani al cristianesimo e governare il territorio della Prussia, che fu dato loro come proprietà. I pogesani presto distrussero la città, ma i Cavalieri la ricostruirono. Elbing rimase una delle roccaforti teutoniche e crebbe fino a diventare un porto e un centro commerciale. La città servì da base per ulteriori incursioni nel territorio prussiano. I pogesani si unirono ad altri clan prussiani nella prima rivolta prussiana (1242-1249). Tuttavia, non firmarono il trattato di Cristburgo e i combattimenti continuarono fino al 1251 o 1252. I pogesani furono costretti a arrendersi di fronte ai rinforzi teutonici provenienti dalla Germania.
Durante la Grande rivolta prussiana (1260-1274), i pogesani elessero Auktume come loro leader e si unirono ai combattimenti. Furono in grado di catturare alcuni castelli teutonici più piccoli, ma la roccaforte di Elbing rimase una grave minaccia. Una grande battaglia ebbe luogo nel 1271, quando forze congiunte di Barthi guidate da Diwanus e Pogesani guidate da Linka organizzarono un raid nella Terra di Chełmno. La battaglia di Paganstin vide la morte di dodici cavalieri e altri 500 soldati teutonici. I prussiani attaccarono immediatamente Cristburgo (ora Dzierzgoń) e quasi la catturarono. Tuttavia, presto arrivò la cavalleria di Elbing e i prussiani furono costretti a fuggire. I pogesani furono l'ultimo clan rimasto nella rivolta. Fecero un raid a sorpresa a Elbing e tennero un'imboscata alla sua guarnigione. Nel 1274 i Cavalieri fecero una grande spedizione per vendicare questo raid. Catturarono una roccaforte a Heilsberg (Lidzbark Warmiński), il quartier generale dei ribelli, e la rivolta terminò.
I pogesani presto "risuscitarono". Nel 1276 si diffuse la notizia che Skalmantas, leader dei Sudoviani, fece irruzione con successo nelle terre teutoniche e, con l'aiuto dei lituani, ne raccolse 4000 combattenti per un raid nella Terra di Chełmno. Tuttavia, altri clan prussiani non si unirono alla Terza Rivolta. I pogesani furono presto repressi e alcuni dei loro sopravvissuti si trasferirono nel Granducato di Lituania. L'ultimo tentativo di libertà fu compiuto nel 1286, quando Pogesani e Barthi cospirarono per invitare il Duca di Rügen, nipote di Świętopełk II di Pomerania, per liberarli dai Cavalieri. Molti dei nativi furono trasformati in servi e i Cavalieri invitarono i coloni tedeschi a ripopolare la terra. Col passare del tempo i tedeschi superarono in numero i prussiani e dopo secoli di germanizzazione e assimilazione l'identità prussiana cessò di esistere.